# Lyctus africanus
Lyctus africanus är en skalbaggsart som beskrevs av Pierre Lesne 1907. Lyctus africanus ingår i släktet Lyctus och familjen kapuschongbaggar. Arten förekommer tillfälligt i Sverige, men reproducerar sig inte. Inga underarter finns listade i Catalogue of Life.

## Bildgalleri

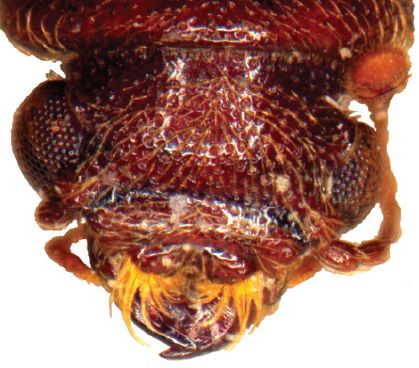
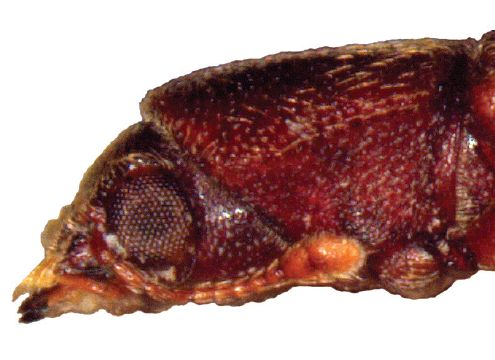
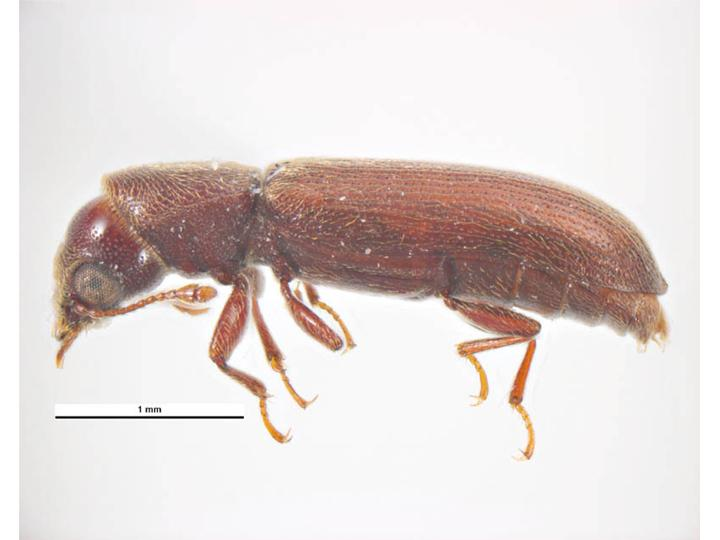
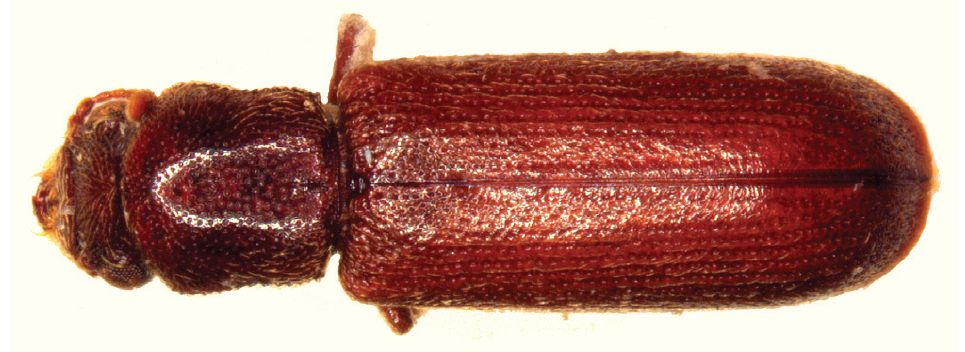